# تاکرنته
تاکرنته (به اسپانیایی: Tacoronte, Santa Cruz de Tenerife) یک شهرستان در اسپانیا با جمعیت ۲۳٬۶۱۵ نفر است که در جزایر قناری واقع شده‌است.